# Boxa als Jocs Olímpics d'Estiu de 1936
En els Jocs Olímpics d'Estiu de 1936 celebrats a la ciutat de Berlín (Alemanya) es disputaren 8 proves de boxa, totes elles en categoria masculina. La competició se celebrà entre els dies 10 i 15 d'agost de 1936.

## Comitès participants
Hi participaren un total de 179 boxadorts de 31 comitès nacionals diferents:
| - Alemanya (8) - Argentina (8) - Austràlia (3) - Àustria (6) - Bèlgica (8) - Canadà (4) - Estats Units (8) - Dinamarca (8) - Egipte (4) - Estònia (2) - Filipines (5) | - Finlàndia (6) - França (6) - Hongria (6) - Itàlia (8) - Japó (5) - Luxemburg (5) - Mèxic (4) - Nova Zelanda (3) - Noruega (6) - Països Baixos (8) | - Polònia (7) - Regne Unit (8) - Romania (4) - Sud-àfrica (6) - Suècia (4) - Suïssa (8) - Txecoslovàquia (8) - Uruguai (7) - Xile (4) - Xina (2) |

## Resum de medalles
| Prova                            | Or              | Plata             | Bronze               |
| Pes mosca - 50.8 kg detalls      | Willy Kaiser    | Gavino Matta      | Louis Laurie         |
| Pes gall - 53.5 kg detalls       | Ulderico Sergo  | Jack Wilson       | Fidel Ortiz          |
| Pes ploma - 57.2 kg detalls      | Oscar Casanovas | Charles Catterall | Josef Miner          |
| Pes lleuger - 61.2 kg detalls    | Imre Harangi    | Nikolai Stepulov  | Erik Ågren           |
| Pes wèlter - 66.7 kg detalls     | Sten Suvio      | Michael Murach    | Gerhard Pedersen     |
| Pes mitjà - 72.6 kg detalls      | Jean Despeaux   | Henry Tiller      | Raúl Villareal       |
| Pes semipesant - 79.4 kg detalls | Roger Michelot  | Richard Vogt      | Francisco Risiglione |
| Pes pesant + 79.4 kg detalls     | Herbert Runge   | Guillermo Lovell  | Erling Nilsen        |

## Medaller
| Posició | País         | Or | Argent | Bronze | Total |
| 1       | Alemanya     | 2  | 2      | 1      | 5     |
| 2       | França       | 2  | 0      | 0      | 2     |
| 3       | Argentina    | 1  | 1      | 2      | 4     |
| 4       | Itàlia       | 1  | 1      | 0      | 2     |
| 5       | Hongria      | 1  | 0      | 0      | 1     |
| 5       | Finlàndia    | 1  | 0      | 0      | 1     |
| 7       | Estats Units | 0  | 1      | 1      | 2     |
| 7       | Noruega      | 0  | 1      | 1      | 2     |
| 9       | Estònia      | 0  | 1      | 0      | 1     |
| 9       | Sud-àfrica   | 0  | 1      | 0      | 1     |
| 11      | Dinamarca    | 0  | 0      | 1      | 1     |
| 11      | Suècia       | 0  | 0      | 1      | 1     |
| 11      | Mèxic        | 0  | 0      | 1      | 1     |